# Faro Caleta Potter
El faro Caleta Potter se ubica en la península Potter en el sector sudoeste de la isla Rey Jorge/25 de Mayo, en el archipiélago de las Shetland del Sur, Antártida. Se encuentra en el ingreso de la caleta Potter, tomando su nombre.

## Características
Es una torre redonda de nueve metros de altura con forma de reloj de arena, pintada con bandas horizontales rojas y amarillas. Emite una luz blanca cada 10 segundos y se alimenta de energía solar. Ubicada junto a la base Carlini de la Dirección Nacional del Antártico, se desconoce su fecha de construcción. Es administrada por la Armada Argentina.